# Juanita Moore
Juanita Moore (ur. 19 października 1914 w Los Angeles, Kalifornia, zm. 1 stycznia 2014 tamże) – amerykańska aktorka filmowa i telewizyjna.

## Filmografia
seriale
- 1955: Alfred Hitchcock przedstawia jako Cleo
- 1962: Spotkanie z Alfredem Hitchcockiem jako Pani Jones
- 1994: Ostry dyżur jako Pani Barnwell
- 1999: Potyczki Amy jako Katerine Barrantes

film
- 1949: Pinky jako Pielęgniarka
- 1954: Świadek morderstwa jako Murzynka w szpitalu
- 1959: Zwierciadło życia jako Annie Johnson
- 1981: Ojcostwo jako Celia
- 2000: Dzieciak jako Babcia Kenny'ego

## Nagrody i nominacje
Za rolę Annie Johnson w filmie Zwierciadło życia została nominowana do Oscara.